# Xenoheptaulacus tricostatus
Xenoheptaulacus tricostatus är en skalbaggsart som beskrevs av Edgar von Harold 1869. Xenoheptaulacus tricostatus ingår i släktet Xenoheptaulacus och familjen Aphodiidae. Inga underarter finns listade i Catalogue of Life.